# Chris Baillieu
Christopher Latham "Chris" Baillieu (MBE) (født 12. december 1949 i Marylebone, England) er en britisk tidligere roer.
Baillieu vandt, sammen med Michael Hart, sølv i dobbeltsculler ved OL 1976 i Montreal, kun besejret af de norske brødre Frank og Alf Hansen. Han deltog også ved OL 1980 i Moskva.
Baillieu og Hart vandt desuden VM-guld i dobbeltsculler i 1977, samt bronze i både 1974 og 1975.

## OL-medaljer
- 1976:  Sølv i dobbeltsculler